# Circumscripció electoral de València

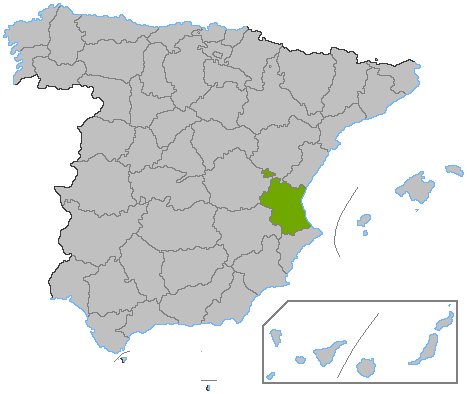
La Circumscripció electoral de València coincideix amb la Província de València

La circumscripció electoral de València és una de les 3 circumscripcions electorals del País Valencià i una de les 52 d'Espanya. Coincideix territorialment amb la província de València i es tracta del districte electoral més gran pel que fa al nombre de diputats elegits del País Valencià (a les eleccions a les Corts Valencianes) i el tercer d'Espanya (a les Eleccions generals espanyoles).
La major part dels electors es concentra a la ciutat de València i a la seua àrea metropolitana, amb importants nuclis de població com Torrent, Paterna, Xirivella, Burjassot o Mislata.

## Evolució de la representació
La circumscripció electoral ha augmentat el seu pes pel que fa al nombre de diputats a mesura que ha anat creixent la seua població. Així, al Congrés dels Diputats el districte comptava amb 15 escons a les eleccions de 1977, 1979 i 1982; augmentà als 16 a les de 1986, nombre que s'ha mantingut a les successives eleccions fins a l'actualitat. A les Corts Valencianes la circumscripció comptà a les primeres eleccions de 1983 amb 35 escons, però a la següent convocatòria sumà un escó més mantenint el nombre de 37 diputats fins a les eleccions de 2003 quan en va perdre un en favor d'Alacant i el 2007 augmentà fins als 40 arran de l'augment del nombre de parlamentaris a les Corts acordat a la reforma de l'Estatut de 2006.
En termes polítics, a principis de l'etapa democràtica els partits polítics progressistes i considerats d'esquerra i centreesquerra obtenien major representació. De fet, a les primeres eleccions democràtiques al País Valencià (les generals de 1977) l'esquerra va sumar 9 dels 15 escons en joc, mentre que a la resta d'Espanya guanyava el partit de centredreta UCD. Aquesta tendència es va mantenir tant a les eleccions generals com a les autonòmiques i es comença a percebre el canvi a les generals de 1993 quan ambdós bàndols ideològics empataren en nombre d'escons (8 per a la dreta i centredreta representada pel PPCV i UV, i 8 també per a l'esquerra i centreesquerra representada pel PSPV i EUPV. A les següents eleccions, a les autonòmiques de 1995, es constatà el canvi de tendència amb la victòria dels partits de centredreta, un nou rumb que s'ha mantingut a totes i cadascuna de les eleccions convocades fins a l'actualitat, amb un clar predomini del PP que ha guanyat amb majories absolutes al seu màxim rival, el PSPV.
Pel que fa als partits minoritaris, tant d'una orientació política com d'altra, la tendència ha estat a la pèrdua de representació en favor dels dos grans partits: el PP i el PSPV que a les darreres eleccions varen rebre el 90% dels vots.
| Evolució dels escons a les eleccions a la Circumscripció de València |      |      |      |      |      |      |      |      |      |      |      |      |      |      |      |      |      |      |
| Partit polític                                                       | G 77 | G 79 | G 82 | A 83 | G 86 | A 87 | G 89 | A 91 | G 93 | A 95 | G 96 | A 99 | G 00 | A 03 | G 04 | A 07 | G 08 | A 11 |
| PSPV-PSOE                                                            | 7    | 7    | 10   | 20   | 9    | 17   | 8    | 18   | 6    | 12   | 6    | 14   | 6    | 14   | 7    | 14   | 7    | 12   |
| PP                                                                   | 1    | 0    | 5    | 12   | 5    | 8    | 4    | 10   | 7    | 16   | 7    | 21   | 9    | 19   | 8    | 23   | 9    | 22   |
| EUPV                                                                 | 1    | 2    | 0    | 3    | 0    | 3    | 1    | 3    | 2    | 5    | 2    | 2    | 1    | 3    | 1    | 3    | 0    | 2    |
| UV                                                                   | -    | -    | -    | -    | 1    | 6    | 2    | 6    | 1    | 4    | 1    | 0    | 0    | 0    | -    | 0    | -    | -    |
| BLOC                                                                 | -    | -    | -    | 0    | 0    | -    | 0    | 0    | 0    | 0    | 0    | 0    | 0    | 0    | 0    | -    | 0    | 4    |
| CDS                                                                  | -    | -    | 0    | 0    | 1    | 3    | 1    | 0    | 0    | 0    | -    | -    | -    | 0    | 0    | -    | -    | -    |
| UCD                                                                  | 5    | 6    | 0    | -    | -    | -    | -    | -    | -    | -    | -    | -    | -    | -    | -    | -    | -    | -    |
| PSP                                                                  | 1    | -    | -    | -    | -    | -    | -    | -    | -    | -    | -    | -    | -    | -    | -    | -    | -    | -    |
| Total                                                                | 15   | 15   | 15   | 35   | 16   | 37   | 16   | 37   | 16   | 37   | 16   | 37   | 16   | 36   | 16   | 40   | 16   | 40   |